# Municipio de Washington (condado de Butler, Iowa)
El municipio de Washington (en inglés: Washington Township) es un municipio ubicado en el condado de Butler en el estado estadounidense de Iowa. En el año 2010 tenía una población de 329 habitantes y una densidad poblacional de 3,51 personas por km².

## Geografía
El municipio de Washington se encuentra ubicado en las coordenadas 42°35′42″N 92°58′24″O / 42.59500, -92.97333. Según la Oficina del Censo de los Estados Unidos, el municipio tiene una superficie total de 93.72 km², de la cual 93,63 km² corresponden a tierra firme y (0,1 %) 0,1 km² es agua.

## Demografía
Según el censo de 2010, había 329 personas residiendo en el municipio de Washington. La densidad de población era de 3,51 hab./km². De los 329 habitantes, el municipio de Washington estaba compuesto por el 96,96 % blancos, el 0,91 % eran afroamericanos, el 0,3 % eran amerindios, el 1,52 % eran de otras razas y el 0,3 % eran de una mezcla de razas. Del total de la población el 1,82 % eran hispanos o latinos de cualquier raza.